# Uniwersytet powszechny

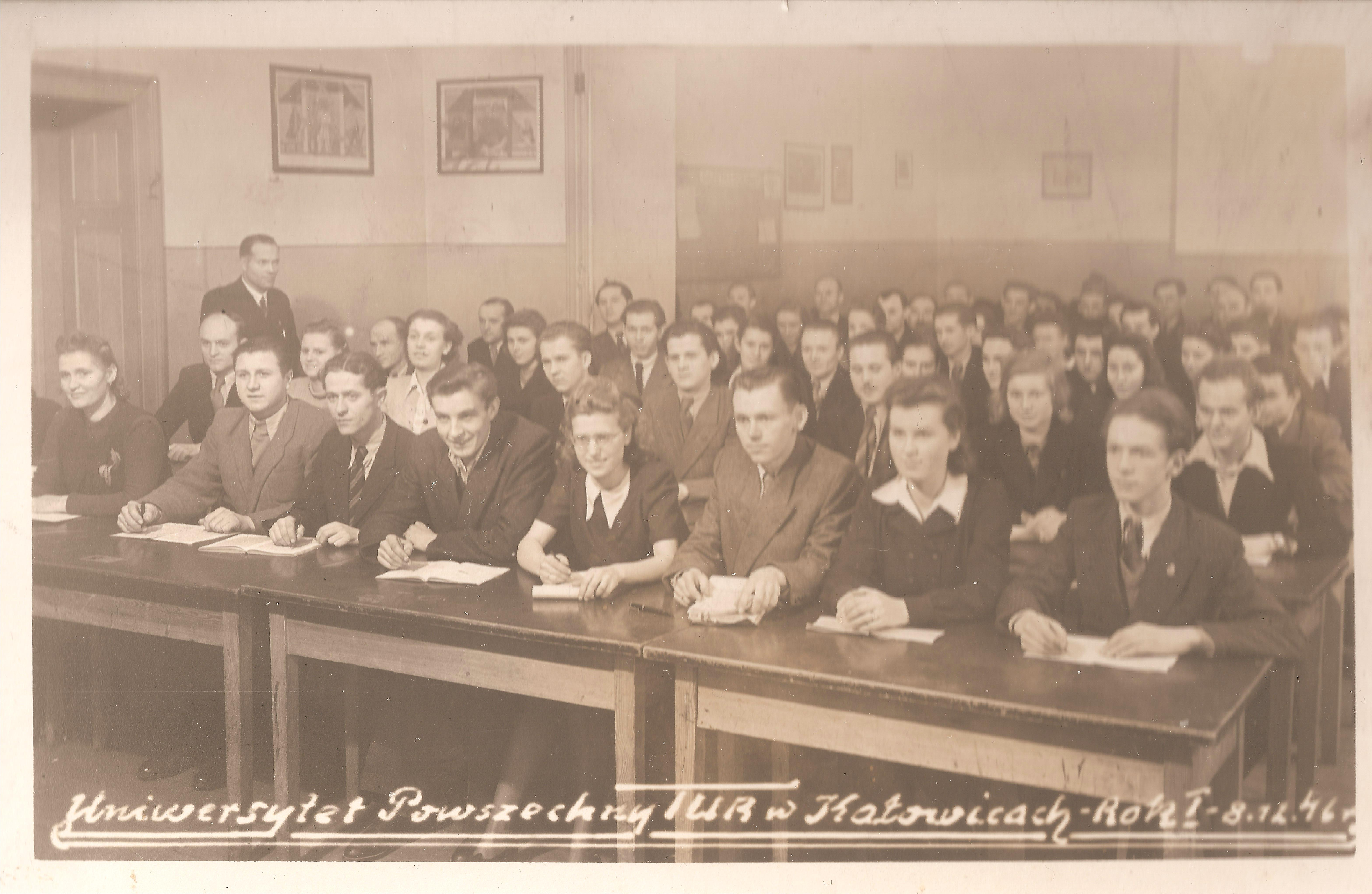
Uniwersytet powszechny TUR w Katowicach 08.12.1946

Uniwersytet powszechny – instytucja szerzenia oświaty, dostępna dla wszystkich bez względu na wiek i wykształcenie. Jej głównym celem jest popularyzacja wiedzy oraz rozwijanie aktywności kulturalnej wśród szerokich kręgów społeczeństwa. 
Początki tej instytucji wiążą się z wykładami publicznymi zorganizowanymi w roku 1873, na Uniwersytecie w Cambridge.
Na ziemiach polskich uniwersytety powszechne powstawały na przełomie XIX i XX wieku. Pierwszy z nich utworzono w 1898, był nim Uniwersytet Ludowy im. A. Mickiewicza w Galicji.
W okresie międzywojennym, tworzeniem uniwersytetów powszechnych zajmowały się władze samorządowe, a także Towarzystwo Uniwersytetu Robotniczego (TUR), Towarzystwo Uniwersytetów Ludowych (TUL) i Towarzystwo Szkoły Ludowej (TSL).
Po 1945, uniwersytety powszechne prowadziły działalność w ramach TUR i TUL, a po połączeniu ich w 1948 – w ramach Towarzystwa Uniwersytetów Robotniczych i Ludowych, które to w 1950 przekształcono w Towarzystwo Wiedzy Powszechnej. 
Uniwersytety powszechne były prowadzone również przez ZMSP oraz związki zawodowe.
Pierwszy Uniwersytet Powszechny TWP powstał w 1956 roku w Bydgoszczy, a pod koniec lat pięćdziesiątych, w kraju działało już blisko 800 Uniwersytetów Powszechnych, głównie w środowisku wiejskim. Były to uniwersytety o charakterze ogólnym, realizujące cykle zajęć z różnych dziedzin wiedzy wybieranych, w miarę dowolnie, przez słuchaczy i kierowników placówek.
Uniwersytety powszechne działają również obecnie. Obok tak popularnych o nieco innych zadaniach uniwersytetów trzeciego wieku, funkcjonują m.in. Radiowy Uniwersytet Powszechny TWP (Oddział Kielce) oraz Uniwersytet Powszechny im. Jana Józefa Lipskiego w Teremiskach.